# فلقورة سيارانية
فلقورة سيارانية (الاسم العلمي: Fulgora cearensis) هي نوع من الحشرات يتبع جنس الفلقورة من الفصيلة الفلقورية.	
سمي هذا النوع نسبة إلى ولاية سيارا في البرازيل.